# Йылдыз, Эсра
Эсра Йылдыз (тур. Esra Yıldız; род. 4 июля 1997, Невшехир) — турецкая боксёрша, выступающая в весовой категории до 60 килограммов. Бронзовый призёр Олимпийских игр 2024 года, бронзовый призёр чемпионата мира 2025 года, бронзовый призёр чемпионата Европы (2016) в любителях.

## Биография
Йылдыз родилась в Невшехире в 1997 году. После окончания средней школы в колледже Алтыныылдыз в Невшехире в 2015 году она поступила в университет Невшехир Хаджи Бекташ Вели. Она изучала физическую культуру и спорт и закончила обучение в 2019 году.

## Спортивная карьера
Йылдыз начала заниматься боксом в спортивном клубе Невшехир Генчлик в 2010 году. В 2012 году участвовала в чемпионате Турции, проходившем в Кайсери. Она стала чемпионкой в весовой категории до 57 килограммов и была названа «Самым раскрученным боксером» (тур. en dövüşken sporcu). Сразу после победы она вошла в состав сборной Турции.
Она дебютировала на международном уровне на чемпионате Европы по боксу среди кадетов и юниоров 2012 года во Владиславове и выиграла бронзовую медаль в весовой категории до 57 килограммов. В июне 2013 года она приняла участие на шестом юниорском и молодёжном чемпионате Европы по боксу 2013 в Кестхее, где завоевала золотую медаль в юниорской категории до 60 кг. В том же году она выиграла серебряную медаль в той же категории на юниорском чемпионате мира по боксу, который прошёл в Албене.
Йылдыз участвовала на летних юношеских Олимпийских играх 2014 года в Нанкине, Китай. Она выиграла серебряную медаль в легком весе на Молодежном чемпионате мира по боксу 2014 года в Софии. Она приняла участие в чемпионате мира по боксу среди женщин 2016 года в Астане. На чемпионате Европы по боксу среди женщин в 2016 году в Софии она завоевала бронзовую медаль. Она выступала в полулегком весе (54-57 кг) на чемпионате мира по боксу среди женщин в Нью-Дели. В 2019 году она стала финалисткой Балканского чемпионата по боксу. Йылдыз завоевала бронзовую медаль на европейском квалификационном олимпийском турнире 2020 года в Лондоне, в результате чего вошла в состав сборной Турции на летние Олимпийские игры 2020 года в Токио.
Йылдыз является членом клуба «Фенербахче», где ее тренирует Недим Баба.